# Sextus Roscius
Sextus Roscius de Jongere (ook wel: Sextus Roscius uit Ameria) (1e eeuw v.Chr., Ameria) was de zoon van Sextus Roscius de Oudere. Hij werd in het jaar 80 v.Chr. beschuldigd van vadermoord. Het proces hieromtrent was zeer delicaat, aangezien een gunsteling van Sulla, namelijk de vrijgelatene Chrysogonus, achter de valse aantijgingen zat. Hierdoor durfde niemand anders dan de redenaar en advocaat Marcus Tullius Cicero de verdediging van Roscius op zich te nemen. Hiermee werd zijn redevoering, de Pro Sexto Roscio Amerino, de eerste grote publieke redevoering van Cicero. De aanklager in het proces was Erucius.

## Pleidooi
In zijn pleidooi kon Cicero een onderscheid maken tussen Sulla, die beschouwd werd als de "redder van het vaderland", en zijn creaturen, onder wie volgens Cicero de echte moordenaar gevonden kon worden. Sulla werd volgens Cicero buiten de zaak gehouden en was dus niet op de hoogte geweest van de gang van zaken.

## Algemene informatie
Een bijzondere omstandigheid van deze rechtszaak was dat Sextus Roscius de Oudere op de proscriptielijsten van Sulla was geplaatst. Dit zou echter pas ná het sluiten van die lijsten gebeurd zijn. Daarbij werden zijn dertien boerderijen, die volgens Cicero zes miljoen sestertiën waard waren en die anders door Sextus Roscius de Jongere geërfd zouden worden, voor slechts tweeduizend sestertiën door Chrysogonus opgekocht.
De aanklager gaf 'wraak' op als motief voor de moord. Roscius de Oudere zou zijn zoon onterfd hebben en daardoor zou Roscius de Jongere dertien boerderijen hebben misgelopen. Als wraak zou de Jongere zijn vader vermoord hebben. Cicero kon echter aantonen dat twee bekenden van Roscius de Oudere, Titus Roscius Capito en Titus Roscius Magnus, door zijn dood die dertien boerderijen onder zich konden verdelen. Het motief van de wraak zou dus zijn verdwenen.

## Uitspraak en afloop
Sextus Roscius de Jongere werd vrijgesproken van de moord. Er bestaat onder sommige wetenschappers wel enige twijfel of Roscius daadwerkelijk onschuldig was. Niet bekend is of hij ook de boerderijen van zijn vader terug had gekregen. Voor Cicero betekende dit succes een bloeiende start voor zijn politieke en retorische carrière.